# Stig Tornehed
Stig Tornehed, född 8 april 1924 i Västra Torsås, död 17 november 2017 i Växjö, var en svensk journalist. Han arbetade bland annat för regionalradion i Växjö, sedermera P4 Kronoberg. År 1993 medverkade Tornehed vid instiftandet av Smålands akademi.

## Biografi
Efter realexamen kom Tornehed till Växjöbladet som lokalredaktör i Alvesta. Efter en tid på folkhögskolan Wendelsberg utanför Göteborg gick Tornehed till en lokaltidning i Kungsbacka där han blev kvar i sexton år, och även var kulturellt engagerad i bygden. Han var från 1974 och i mer än 40 år ordförande i Mårtagårdsstiftelsen, som arbetade med bevarandet av Mårtagården i Halland.

### Radio
Tornehed gjorde sin radiodebut 1955 och valde 1965 att helt satsa på etermediet. Han gick till Sveriges Radio i Växjö där han fick olika chefsuppdrag. Vid omorganisationen 1979 blev han chef för televisionens Smålandsdistrikt, sedermera SVT Nyheter Småland. Åren före pensioneringen kunde han helt återgå till att producera egna program inom de områden som speciellt intresserade honom. Bland annat startade han den mångåriga serien Skivor från Vetlanda med Lars-Göran Frisk. Som pensionär ledde han programmet Återsänt i i P4 Kronoberg, där han återutsände inslag ur radioarkivet.

### Övrig verksamhet
Stig Tornehed var under många år kulturmedarbetare i Smålandsposten, där han skrev om sitt mångskiftande intresse för bland annat sydsvenskt bonadsmåleri, kyrkogårdar och operasångerskan Christina Nilsson.
År 1989 tog Tornehed initiativet till Christina Nilsson-sällskapet. Han deltog i instiftadent av Akademin för de friska källorna, en landsomfattande organisation som företar årliga exkursioner runt om i landet. 
Tillsammans med biskop Jan Arvid Hellström och professor Lars-Olof Larsson tog Stig Tornehed 1993 initiativet till Smålands akademi. Han tillhörde bland annat det verkställande utskottet, tjänstgjorde som akademins sekreterare och var redaktör för skriftserien. Tornehed var korresponderande ledamot av Kungliga Gustav Adolfs Akademien för svensk folkkultur.

## Priser och utmärkelser
- 1993: Filosofie hedersdoktor vid Lunds universitet[3]
- 1995: Stipendium ur Marie-Louise och Gösta Virdings fond[3]
- 2005: Hazeliusmedaljen i brons.[4]
- 2007: Pälle Näver-stipendiet[5]